# Ardisia pterocaulis
Ardisia pterocaulis är en viveväxtart som beskrevs av Friedrich Anton Wilhelm Miquel. Ardisia pterocaulis ingår i släktet Ardisia och familjen viveväxter. Inga underarter finns listade i Catalogue of Life.